# Tapis Volants d'Aladdin
Les Tapis Volants d'Aladdin (nom complet Les Tapis Volants - Flyings Carpets over Agrabah) situés au parc Walt Disney Studios (en France) et Magic Carpets of Aladdin au Magic Kingdom (en Floride) sont des manèges sur le thème des tapis volants du film Aladdin.
En 2010, le parc japonais Tokyo DisneySea annonce la construction d'une variante de cette attraction avec comme personnage central Jasmine : les Jasmine's Flying Carpets. Cette attraction est un clone du manège Dumbo the Flying Elephant et non une attraction du type tapis volant[pas clair].

## Les attractions

### Magic Kingdom
L'attraction a été ajoutée dans Adventureland pour proposer une attraction destinée aux enfants et étendre le thème du "land" aux pays du monde arabe. Elle a été construite juste au pied du Swiss Family Treehouse entre Enchanted Tiki Room et l'entrée d'Adventureland.
- Ouverture : 24 mai 2001
- Conception: Zamperla, Walt Disney Imagineering
- Capacité : 16 tapis de 4 places
- Situation : 28° 25′ 06″ N, 81° 35′ 00″ O

### Walt Disney Studios
Initialement prévue pour Parc Disneyland, cette attraction a été installée en urgence dans le deuxième parc pour combler le manque d'attractions pour enfants, et agrandir la zone d'Animation Courtyard. La décision de la construction n'a été prise qu'en octobre 2001 et les travaux commencés en novembre. Le manège met en scène le génie d'Aladdin en tant que metteur en scène, et les visiteurs sont les acteurs. Ils volent sur des tapis.
- Ouverture: 16 mars 2002 (avec le parc)
- Conception: Zamperla, Walt Disney Imagineering
- Capacité : 16 tapis de 4 places
- Situation : 48° 52′ 06″ N, 2° 46′ 42″ E

### Tokyo DisneySea

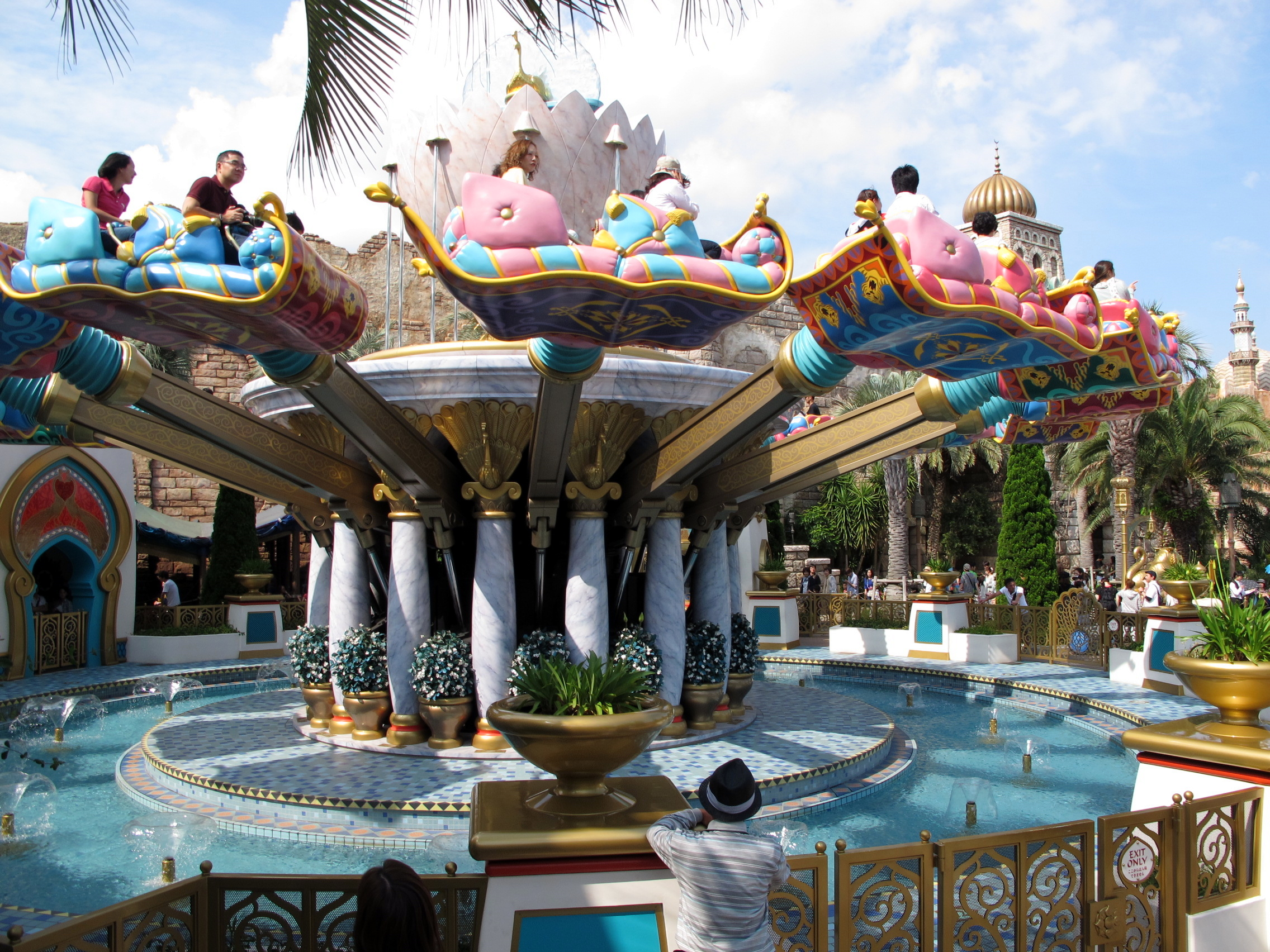
Tokyo DisneySea, The Magic Carpets of Aladdin (2013).

Le 17 mars 2010, OLC annonce la construction et l'ouverture pour l'été 2011 d'un manège nommé Jasmine's Flying Carpets. L'attraction évoque le jardin du palais. 
Installé dans la zone Arabian Coast, le manège est composé de véhicules pouvant se mouvoir jusqu'à 5 mètres de haut et d’avant en arrière. Le thème est légèrement différent des deux manèges ci-dessus, il reprend le thème des jardins du Palais de la princesse Jasmine. Les visiteurs peuvent accéder à un balcon pour observer et prendre des photos des passagers. Le tour de l'attraction, sponsorisée par NTT Communications Corporation, dure environ 90 secondes.
- Ouverture: 18 juillet 2011
- Conception: Zamperla, Walt Disney Imagineering
- Capacité : 16 tapis de 4 places
- Budget : environ 2 milliards de yens, soit 17,25 millions d'euros
- Situation : 35° 37′ 42″ N, 139° 52′ 52″ E